# Melanochromis cyaneorhabdos
Melanochromis cyaneorhabdos is een straalvinnige uit het geslacht Melanochromis. 
M. cyaneorhabdos is endemisch voor het Malawimeer. Deze soort wordt vaak verward met M. johanii. Het grootste verschil is dat de vrouwtjes van johanii oranje zijn en die van cyaneorhabdos niet, de mannetjes zien er echter bijna hetzelfde eruit.
De kleuren van vrouwtjes en mannetjes van M. cyaneorhabdos zijn hetzelfde, alleen de mannetjes kunnen donkerder worden als ze dominantie uitstralen.
De maximumlengte bedraagt 7 tot 8 cm. 